# 加治屋町停留場
加治屋町停留場（日语：／ Kajiyachō teiryūjō */?），又稱加治屋町電車站，是位於鹿兒島縣鹿兒島市加治屋町，鹿兒島市交通局（鹿兒島市電）第二期線的電車站。車站編號為N09。曾經此電車站為伊敷線的起點站。

## 歷史
- 1915年12月17日 - 鹿兒島電氣軌道設置此站。
- 1928年7月1日 - 鹿兒島市電氣局接管路線。
- 1933年1月 - 改組成為鹿兒島市交通課車站。
- 1956年5月10日 - 改組成為鹿兒島市交通局車站。
- 1985年10月1日 - 伊敷線廢止，同時取消3系統。

## 電車站構造
此電車站設有2面2線的相對式低地台月台。兩月台上設有電車接近顯示器和廣播系統。兩月台不可讓輪椅人士和電動輪椅人士上落。此站是無人車站，不可在站內購買車票。

### 運行系統
此電車站是第二期線電車站之一。■2系統會駛入此站。

## 使用狀況
| 1日上下車人次變化 | 1日上下車人次變化 |
| 年度              | 1日平均人次       |
| ----------------- | ----------------- |
| 2011年            | 758               |
| 2012年            | 743               |
| 2013年            | 737               |
| 2014年            | 697               |
| 2015年            | 727               |

## 電車站周邊
- 鹿兒島縣立鹿兒島中央高等學校（日语：鹿児島県立鹿児島中央高等学校）
- 大久保利通銅像 明治維新志士之誕生地群
- 維新故鄉館（日语：維新ふるさと館）
- 獅子公園
- 沖繩旅遊鹿兒島分店
- 霧島觀光交通株式會社總部
- 鹿兒島豐田（日语：鹿児島トヨタ自動車）總部
- 農林中央金庫（日语：農林中央金庫）鹿兒島分店
- 東京海上日動（日语：東京海上日動火災保険）鹿兒島大廈
- 日本生命加治屋町大廈
- AIG鹿兒島大廈
- EDION（日语：エディオン）鹿兒島本店(舊最好電器鹿兒島本店)
- JR九州巴士「加治屋町」巴士站

## 相鄰電車站
鹿兒島市交通局
鹿兒島市電■2系統
高見馬場（N08）－加治屋町（N09）－高見橋（N10）

### 曾經存在的系統
鹿兒島市交通局
鹿兒島市電3系統
高見馬場－加治屋町－千石馬場

## 注腳
1. ↑  国土数値情報(駅別乗降客数データ)  （页面存档备份，存于）（日語） - 國土交通省，2018年12月10日參閲

## 外部連結
- 鹿兒島市交通局 （页面存档备份，存于）（日語）